# Seleção sexual

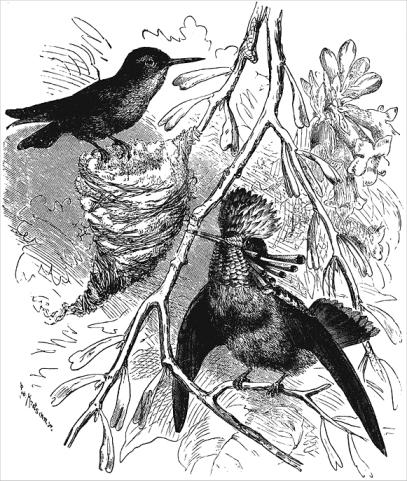
Ilustração do livro A descendência do Homem e Seleção em relação ao Sexo de Charles Darwin mostrando o Beija-flor Lophornis ornatus, com uma fêmea à esquerda e um macho ornamentado à direita.

Charles Darwin definiu a seleção sexual como a "luta entre indivíduos de um sexo, geralmente os machos, pela posse do outro sexo". Em 1858, a teoria da evolução por seleção natural foi publicada pelos manuscritos de Darwin e Wallace. Darwin separava os aspectos "sobrevivência" e "reprodução" no processo de seleção natural. Chamou de "Seleção Sexual" o processo de escolha de características morfológicas e comportamentais que levavam ao cruzamento bem sucedido, distinguindo-a da seleção natural. A seleção sexual é responsável, então, pela evolução de características que dão aos organismos vantagens reprodutiva, em contraste com as vantagens de sobrevivência. Assim, pode-se explicar por que alguns traços, como ornamentos coloridos em pássaros ou plumagens coloridas da cauda de pavões, são preferidos pelas fêmeas, apesar de não indicarem nenhuma vantagem adaptativa para a sobrevivência. A seleção natural por si só teria excluído tais características, se não fossem de alguma forma importantes.
Os traços anatômicos e/ou comportamentais influenciam o sucesso de cruzamentos. Os indivíduos que possuem as características que são interessantes do ponto de vista genético para o outro sexo são escolhidos para a reprodução. Há uma tendência entre os machos investirem mais na quantidade de fêmeas para reprodução, enquanto as fêmeas investem mais em machos que possuem caracteres interessantes para a sua prole, como por exemplo, ausência de parasitas nos machos.
O investimento reprodutivo inicia-se a partir do momento em que os machos estão aptos a reproduzir, ou seja, quando a maturação sexual completa-se. Isso explica o fato de os machos se arriscarem para cruzar e de os machos jovens desenvolverem suas características sexuais secundárias apenas quando amadurecem. Se elas desenvolvessem antes da maturação, os jovens sofreriam com os custos sem receberem os benefícios, os quais surgem quando os cruzamentos se iniciam.
Características selecionadas para o combate entre machos são chamados caracteres sexuais secundários (chifres e cornos, por exemplo), sendo comumente chamados de "armas". Características selecionadas por seleção do sexo oposto são chamados de "ornamentos". Fêmeas geralmente preferem acasalar com machos que possuam ornamentos externos - características morfológicas exageradas. Esses ornamentos podem surgir devido a uma preferência arbitrária por algum caráter morfológico inicialmente aumentado por deriva genética, criando, nesse processo, seleção por machos com o ornamento apropriado. Essa teoria é conhecida como a hipótese do filho atraente. Alternativamente, genes que permitem, aos machos, desenvolver grandes ornamentos podem simplesmente apresentar maior resistência a doenças ou um metabolismo mais eficiente - características que também beneficiam as fêmeas. Essa ideia é conhecida como hipótese dos bons genes.

## Seleção intrassexual e intersexual

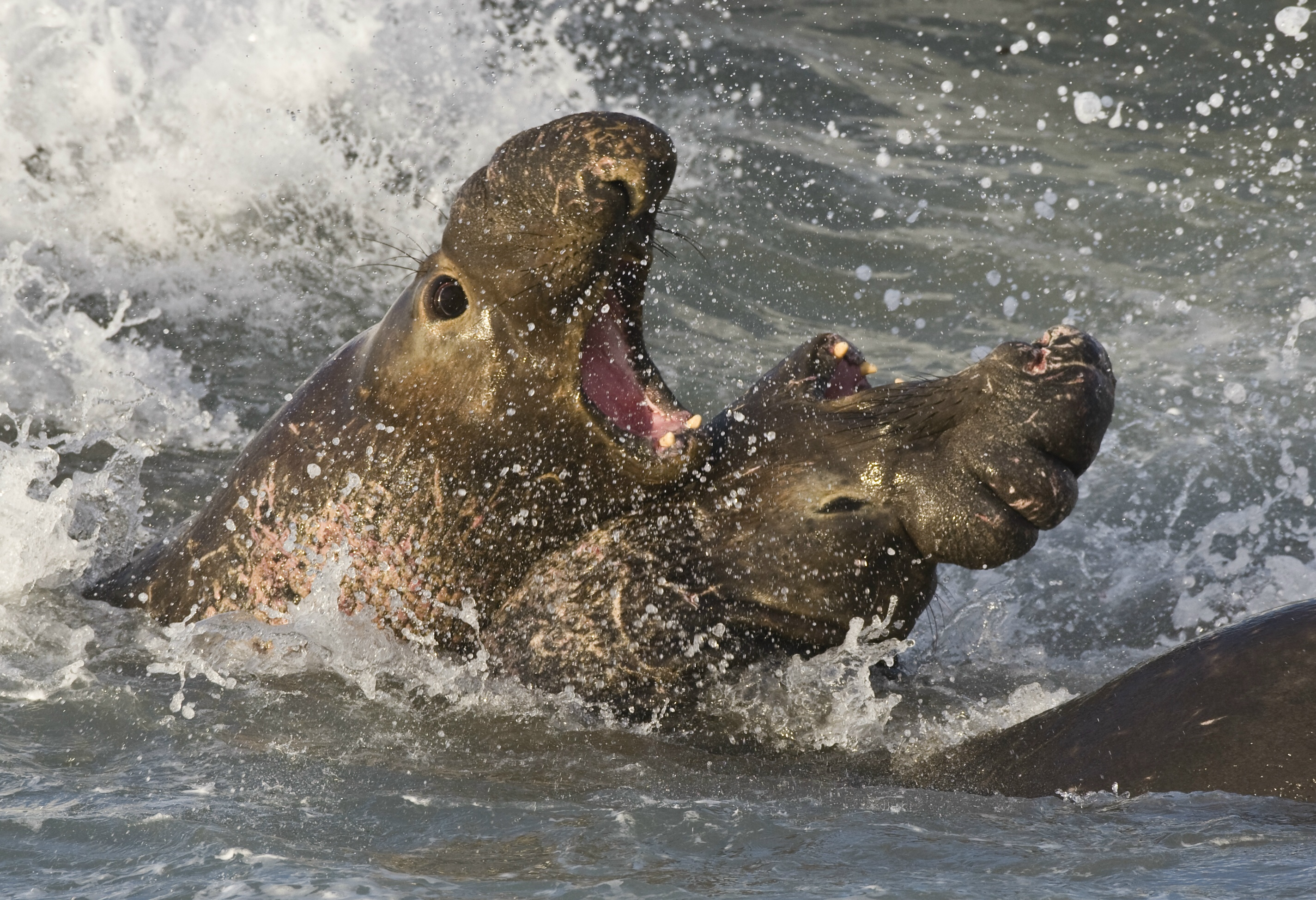
Machos de elefantes marinhos lutam agressivamente todos os anos. Machos sem sucesso não chegam a acasalar, enquanto os machos vencedores das lutas têm haréns de 30 a 100 fêmeas.

A seleção sexual pode tomar duas formas principais: seleção intrassexual (também conhecida como competição entre machos), em que membros do sexo menos limitado (geralmente machos) competem agressivamente entre si por acesso ao sexo limitante, e a seleção intersexual (também conhecida como escolha de parceiro ou escolha pela fêmea), em que machos competem para serem escolhidos pelas fêmeas.
É importante perceber que, na seleção intrassexual, os adornos dos machos conferem vantagem reprodutiva mesmo sem a intervenção da preferência das fêmeas e de seleção intersexual. Essa vantagem é conferida por armas utilizadas no processo de resolução de disputas, como aquelas pela posse de território. O uso dos ornamentos sexuais ocorre principalmente em disputas ritualizadas, em que, ao contrário do que se esperaria, não há confronto direto com a possibilidade de ferimentos fatais. Isso ocorre porque um número alto de combates fatais pela posse de territórios resultaria em grande desvantagem. Os ornamentos são, então, usados como um dispositivo sinalizador entre machos para criar uma hierarquia de dominância sem a necessidade de danos ou mortes. Assim, apenas quando dois machos oponentes são tão próximos, a ponto de não terem estabelecido diferenças entre si na escala de hierarquia, é que a confrontação acaba evoluindo até um ponto em que a diferença entre eles precisa ser demonstrada por meio de uso agressivo dessas ornamentações.
Com que frequência machos vão se engajar em lutas físicas, e de que maneira, pode ser melhor entendido pela aplicação da teoria dos jogos desenvolvida para a biologia, notavelmente por John Maynard Smith. Adicionalmente à agressão convencional, a competição entre machos pode se dar na forma de competição espermática.
O processo de escolha por parte do sexo limitante por membros do sexo oposto é conhecido como seleção intersexual. Fisher (1932) apontou que a preferência poderia estar sob controle genético, e portanto, ser objeto de uma combinação de seleção natural e sexual, assim como as características dos ornamentos sendo "preferidos".
As condições determinando qual sexo é o fator limitante na seleção intersexual podem ser melhor compreendidos por meio do princípio de Bateman, que afirma que o sexo que investe mais na produção da prole se torna o recurso limitante pelo qual o outro sexo vai competir. Isso pode ser melhor ilustrado pelo contraste no investimento nutricional no zigoto entre o óvulo e o espermatozoide, e a capacidade reprodutiva limitada das fêmeas quando comparada aos machos.

## Dimorfismo sexual

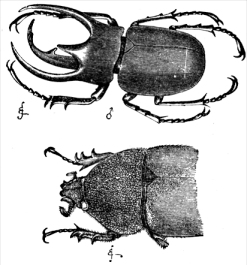
O besouro-rinoceronte é um caso clássico de dimorfismo sexual. Essa ilustração está presente no livro de Darwin A descendência do homem, com o macho acima e a fêmea abaixo.

Diferenças entre os sexos que são diretamente relacionadas à reprodução, não possuindo função na corte, são chamadas de caracteres sexuais primários. Características sujeitas à seleção sexual, que dão, ao organismo, uma vantagem sobre seus rivais (na corte, por exemplo) sem estarem diretamente envolvidos na reprodução, são chamadas de caracteres sexuais secundários.
Diferenças nos caracteres sexuais secundários entre machos e fêmeas de uma espécie são denominados dimorfismos sexuais. Essas diferenças podem ser tão sutis como diferenças de tamanho, tão evidentes como chifres extremos ou padrões de coloração. O dimorfismo sexual é muito comum na natureza. Exemplos incluem a posse de cornos apenas por alces macho, e a coloração mais brilhante nos machos de muitas espécies de aves. Os machos de pavão, com suas penas da cauda coloridas e elaboradas, ausentes nas fêmeas, são talvez o exemplo conhecido de dimorfismo sexual mais extremo.
Devido à sua natureza ocasionalmente exagerada, características secundárias podem ser prejudiciais para o animal, reduzindo sua aptidão. Por exemplo, as grandes galhadas de um alce são pesadas e volumosas, tornando os indivíduos mais lentos na fuga de predadores; eles também podem enganchar em ramos de arvores e arbustos, o que certamente leva à morte de muitos indivíduos. Cores brilhantes e ornamentos chamativos, como aqueles observados em muitos machos de aves, além de chamar a atenção das fêmeas, também são percebidos pelos predadores. Algumas dessas características também representam um custo energético para os animais que as possuem. Já que características mantidas por seleção sexual frequentemente estão em conflito com a sobrevivência do indivíduo, a questão que surge é por que, na natureza, tais aparentes desvantagens se mantém, apesar da seleção natural.

## Progressão geométrica

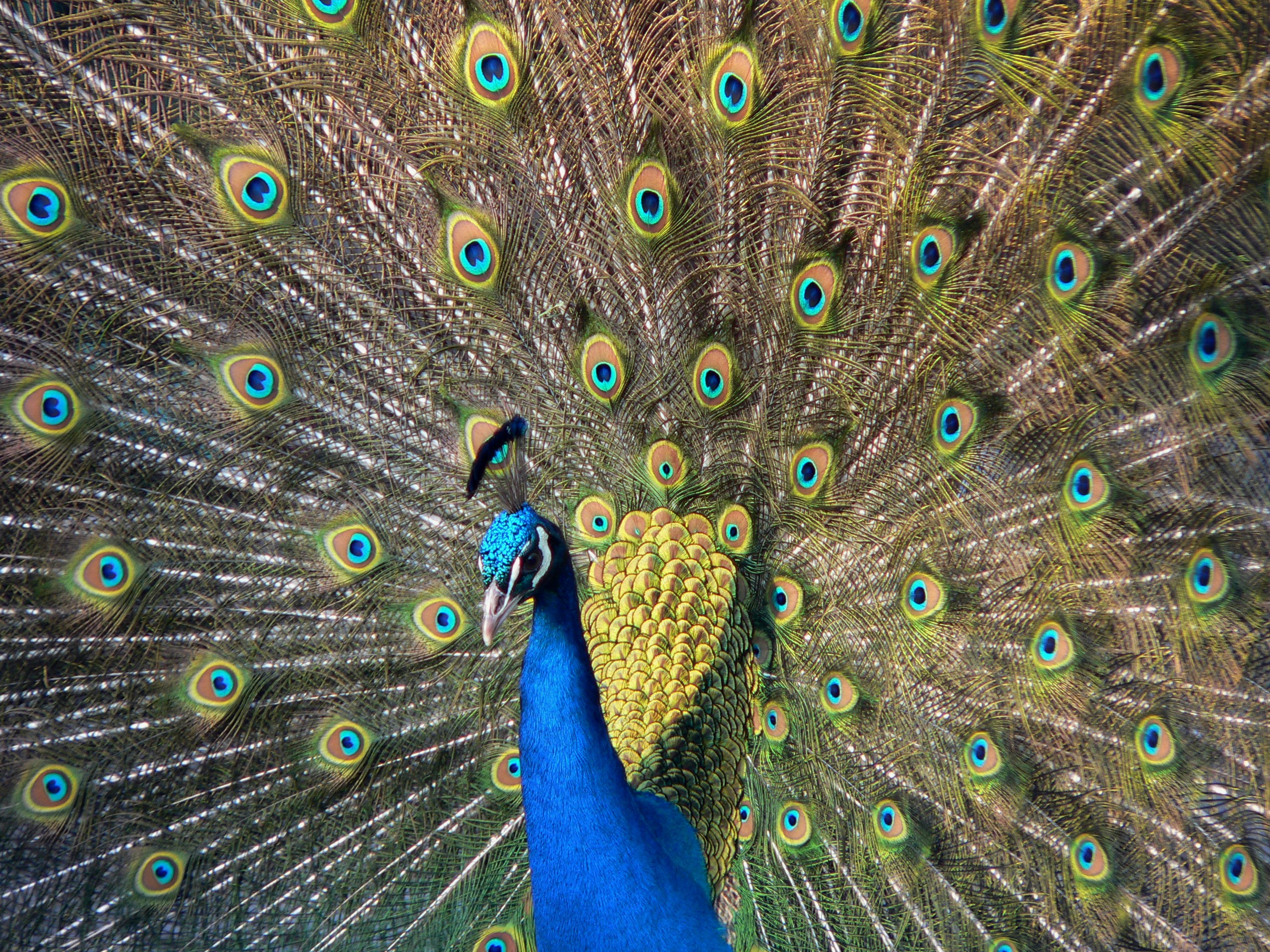
Um exemplo de seleção intersexual: a fêmea de pavão escolhe acasalar com o macho que apresente a plumagem mais atraente para ela.

Uma teoria frequentemente utilizada para resolver esse aparente paradoxo é aquela proposta por R.A. Fisher em 1930, que propõe que tais características são o resultado de ciclos de retroalimentação positiva. Assim, nas espécies em que o sucesso reprodutivo de um sexo depende fortemente da capacidade de conseguir a permissão do outro para a cópula, como é evidente em muitas aves polígamas, a seleção sexual vai atuar no sentido de um aumento na preferência pelo caráter atraente por parte do sexo que realiza a seleção, ao mesmo tempo em que ocorre o aumento da característica atraente em si. Assim, tanto a característica preferida como a intensidade da preferência vão aumentar conjuntamente e em velocidade crescente. Esse processo de evolução crescentemente rápida vai ocorrer até que seja direta ou indiretamente freado pela seleção natural atuando em caracteres bionômicos. Assim, em muitos casos uma retroalimentação positiva de seleção sexual é criada, resultando em estruturas físicas exageradas no sexo não limitado. O exemplo mais notório desse processo é a cauda do pavão. É importante perceber que enquanto um pavão macho apresenta sua plumagem exagerada, a fêmea tem uma preferência ainda mais exagerada por essa característica.
A fêmea do pavão desejará copular com o macho mais atraente. Assim, os machos de sua prole serão atraentes para as fêmeas da próxima geração. Além disso, os machos tentarão copular com aquelas fêmeas que os achem atrativos, assim as fêmeas de sua prole manterão a preferência pelo seu padrão de ornamentação na geração seguinte. Dado que a taxa de mudança na preferência é definida pela maior nível de preferência médio entre as fêmeas, e que os machos desejam ser melhores do que os outros machos, haverá um efeito aditivo no processo cíclico que vai levar a crescimentos exponenciais em ambos os sexos, desde que não seja bloqueado por outra limitação.

## Variações da teoria

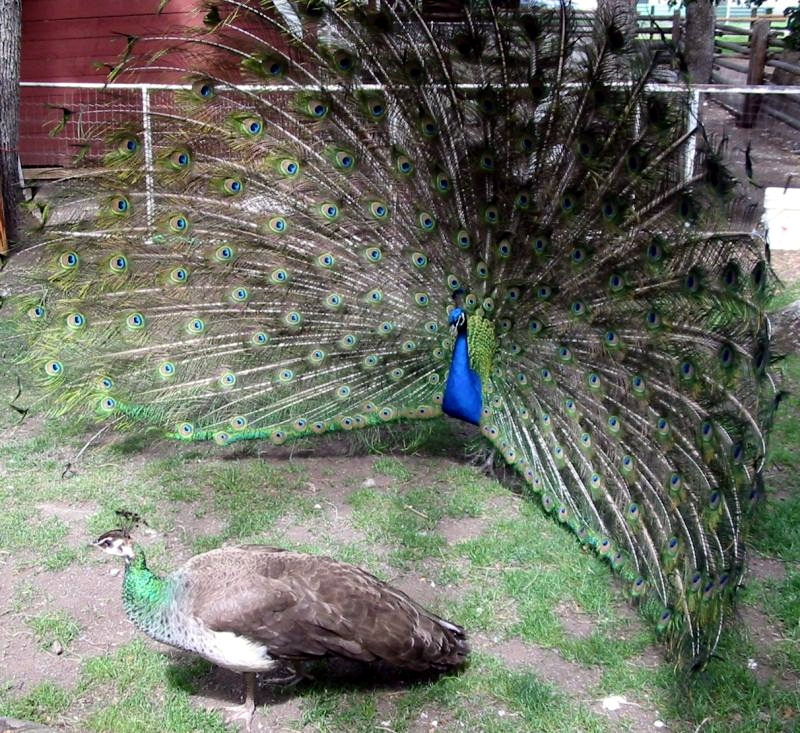
Parvão exibindo suas penas ornamentadas em corte a uma fêmea.

Outras teorias destacam qualidades intrinsecamente vantajosas de tais características. Galhadas, chifres e outras estruturas semelhantes podem ser utilizadas como defesa mecânica contra a predação e também em combates (ritualizados ou não) entre machos. O vencedor, que geralmente se torna o animal dominante na população, tem o acesso a fêmeas garantido e, portanto aumenta seu sucesso reprodutivo. Chifres não são a única estrutura que pode ser utilizada para evitar a predação. A presença de estruturas semelhantes a olhos é muito comum em borboletas e peixes e nessas espécies a função atribuída a esse "olhos" é a de confundir possíveis predadores. As penas de pavão poderiam exercer a mesma função.
Outra teoria, desenvolvida mais recentemente, é o princípio do handicap, proposto por Amotz Zahavi, Russell Lande e W. D. Hamilton. Segundo essa teoria, o fato do macho de uma espécie ser capaz de sobreviver até a fase reprodutiva com uma característica altamente custosa é efetivamente considerado pela fêmea como uma prova de sua boa condição geral. Tais características podem indicar que ele está livre de ou é residente à doenças, ou podem demonstrar que esse animal possui mais velocidade ou força física, usadas para vencer os problemas causados pela característica exagerada.
O trabalho de Zahavi desencadeou um reexame dessa área de estudo, que tem produzido um número crescente de teorias. Em 1984, Hamilton e Marlene Zuk introduziram a hipótese do "macho vistoso", sugerindo que ornamentações do macho podem servir como um marcador de saúde, por meio de um exagero dos efeitos da doença e das deficiências. Em 1990, Michael Ryan e A.S. Rand, trabalhando com a rã Physalaemus pustulosus, propuseram a hipótese da "exploração sensorial", em que machos com características exageradas exercem um estímulo que as fêmeas acham difícil de resistir. Em 1991, Anders Pape Møller, trabalhando com as caudas de machos de andorinha, introduziu o conceito de assimetria flutuante a esse campo de pesquisa. Esse conceito, anteriormente invocado no contexto da seleção natural, baseia-se na ideia de que indivíduos com maior aptidão devem apresentar uma maior simetria do que indivíduos pouco aptos e/ou saudáveis. Além disso, no fim dos anos 1970 D. Janzen e Mary Wilson, ao perceberem que flores macho frequentemente são maiores do que flores fêmea, expandiram o campo da seleção sexual para as plantas.
Apontando que essa proliferação de teorias e o aumento da confusão sobre a definição da área de estudo são situações características de uma mudança de paradigma, Joe Abraham publicou dois trabalhos argumentando que os problemas da seleção sexual podem ser melhor abordados no contexto da seleção natural. Em 1998, ele publicou a hipótese da sabotagem da fêmea, segundo a qual o acasalamento permite às fêmeas a oportunidade de sabotar machos polígamos, acasalando apenas com aqueles que exibam características que coloquem sua vida em risco. Como machos tendem a morrer mais devido a suas ornamentações, lutas e rituais de corte, sua redução em número permite que haja mais alimento e outros recursos para as fêmeas e sua prole, além de reduzir a pressão de predação sobre elas. Como as fêmeas são o sexo limitante na maioria das espécies, o aumento no número de fêmeas permite um aumento no sucesso da população como um todo.
Em 2005, o mesmo autor publicou um trabalho abordando o dimorfismo sexual no tamanho de flores, trazendo de volta uma hipótese de Hermann Müller, de que flores masculinas maiores servem simplesmente para atrair polinizadores para os doadores de pólen antes de que estes visitem os receptores de pólen. Os dados experimentais de Abraham suportaram fortemente essa hipótese, podendo esse dimorfismo ser explicado por seleção natural estrita, ao invés de seleção sexual.

## Críticas à teoria de seleção sexual
Um grupo de autores liderado por Joan Roughgarden tem, recentemente, criticado a teoria da seleção sexual, afirmando que os indivíduos não competem fortemente por oportunidades de acasalamento e sim que a função do sexo é principalmente social. As evidências utilizadas no trabalho, no entanto, têm sido altamente criticadas por outros autores bastante renomados por possuir dados fatuais incorretos. Outros críticos argumentam que as ideias de Darwin sobre a seleção sexual foram fortemente influenciadas pela cultura da Inglaterra vitoriana, refletindo um viés machista.